# トムボーイ (映画)
『トムボーイ』（Tomboy）は、2011年のフランスのドラマ映画。セリーヌ・シアマ監督の2作目の作品で、出演はゾエ・エランとジャンヌ・ディソンなど。
男の子として新たな人生を生きようとする10歳の少女の冒険を描いている。
2011年、第61回ベルリン国際映画祭パノラマ部門オープニング作品。

## ストーリー
短髪でTシャツ・短パン姿のロールは、ケンカも近所で一番強いトムボーイ(お転婆娘)だった。10才の夏休みに一家で別の町に引っ越すロール。近所の少女リザに名前を聞かれたロールは、咄嗟に「ミカエル」と男の名前を名乗ってしまった。
男子のサッカーに混じり、思い切って上半身裸になるロール。女子用の水着も、切って海水パンツに加工した。リザと親しくなり、キスをするロール。だが、リザはロールを男の子と信じているのだ。
取っ組み合いのケンカで相手を叩きのめし、親が苦情を言って来た事で、ロールが男子として暮らしていることを知る両親。新学期が始まる前に事態を解決する為に、母はロールに女の子の服を着せ、ケンカ相手やリザの家を回った。
ロールを追い詰め、取り囲む子供たち。キスしたことを皆に囃し立てられ、「気持ち悪い」と言うリザ。だが、新学期の前日、遊びに来たリザは、照れくさそうにロールに本当の名前を尋ねるのだった。

## キャスト
- ロール/ミカエル: ゾエ・エラン（フランス語版）
- ジャンヌ: マローン・レヴァナ - ロールの妹。
- リザ: ジャンヌ・ディソン
- 父親: マチュー・ドゥミ
- 母親: ソフィー・カッターニ（フランス語版）

## 日本での上映
- 2011年6月26日 - フランス映画祭2011[4]
- 2011年10月8日 - 第20回東京国際レズビアン&ゲイ映画祭[5]
- 2021年9月17日 - 新宿シネマカリテほかにて一般劇場公開[6]。

## 作品の評価

### 映画批評家によるレビュー
アロシネによれば、フランスの22のメディアによる評価の平均点は5点満点中4.2点である。
Rotten Tomatoesによれば、70件の評論のうち高評価は96%にあたる67件で、平均点は10点満点中7.7点、批評家の一致した見解は「子供時代の感情や苦難に理解を示している『トムボーイ』は、その主題を温かさと愛情を持って扱っている魅力的な映画である。」となっている。
Metacriticによれば、20件の評論のうち、高評価は18件、賛否混在は2件、低評価はなく、平均点は100点満点中74点となっている。

### 受賞歴
- 第61回ベルリン国際映画祭 - テディ賞